# Jan Frearks van der Bij
Jan Frearks van der Bij (Drachten, 4 november 1922 – Bartlehiem, 5 maart 2013) was een Nederlandse schilder en mozaïekkunstenaar.

## Leven en werk
Van der Bij kreeg lessen van de graficus Herman Dijkstra in de stad Groningen, maar was voornamelijk autodidact. Hij was aanvankelijk reclametekenaar en legde zich later toe op het schilderen. Hij gaf daarnaast les. Hij was lid van de schildersgroep Yn'e Line, samen met Sjoerd Huizinga, Pier Feddema, Klaas Koopmans en Jaap Rusticus, en van de Boun fan Fryske kunstners. Naast zijn schilderwerk was Van der Bij actief als mozaïekkunstenaar, waarbij hij vaak christelijk religieuze voorstellingen uitvoerde. Ter gelegenheid van zijn tachtigste en vijfentachtigste verjaardagen werden er overzichtstentoonstellingen gehouden in het Fries Museum en Museum Smallingerland.
Van der Bij overleed in 2013, op 90-jarige leeftijd.

## Werken (selectie)
- 1962 De gelijkenis van de talenten, keramiek reliëf, Broeksterwoude
- 1964 De barmhartige Samaritaan, keramiek reliëf, Drachtstercompagnie
- 1965 De gelijkenis met de zaaier, keramiek reliëf, Drachten
- 1965 Het offerlam, keramiek reliëf, Drachten
- 1965 Twaalf stenen des verbonds, keramiek reliëf, Drachten
- 1966 De barmhartige Samaritaan, keramiek reliëf, Leeuwarden
- 1968 Pegasus, baksteen, Augustinusga
- 19?? Jesaja 40:31, keramiek reliëf, Opeinde
- 1979 De wonderbaarlijke spijziging, keramiek reliëf, Drachten
- 1985 Jacobs droom, keramiek reliëf, Drogeham

## Galerij

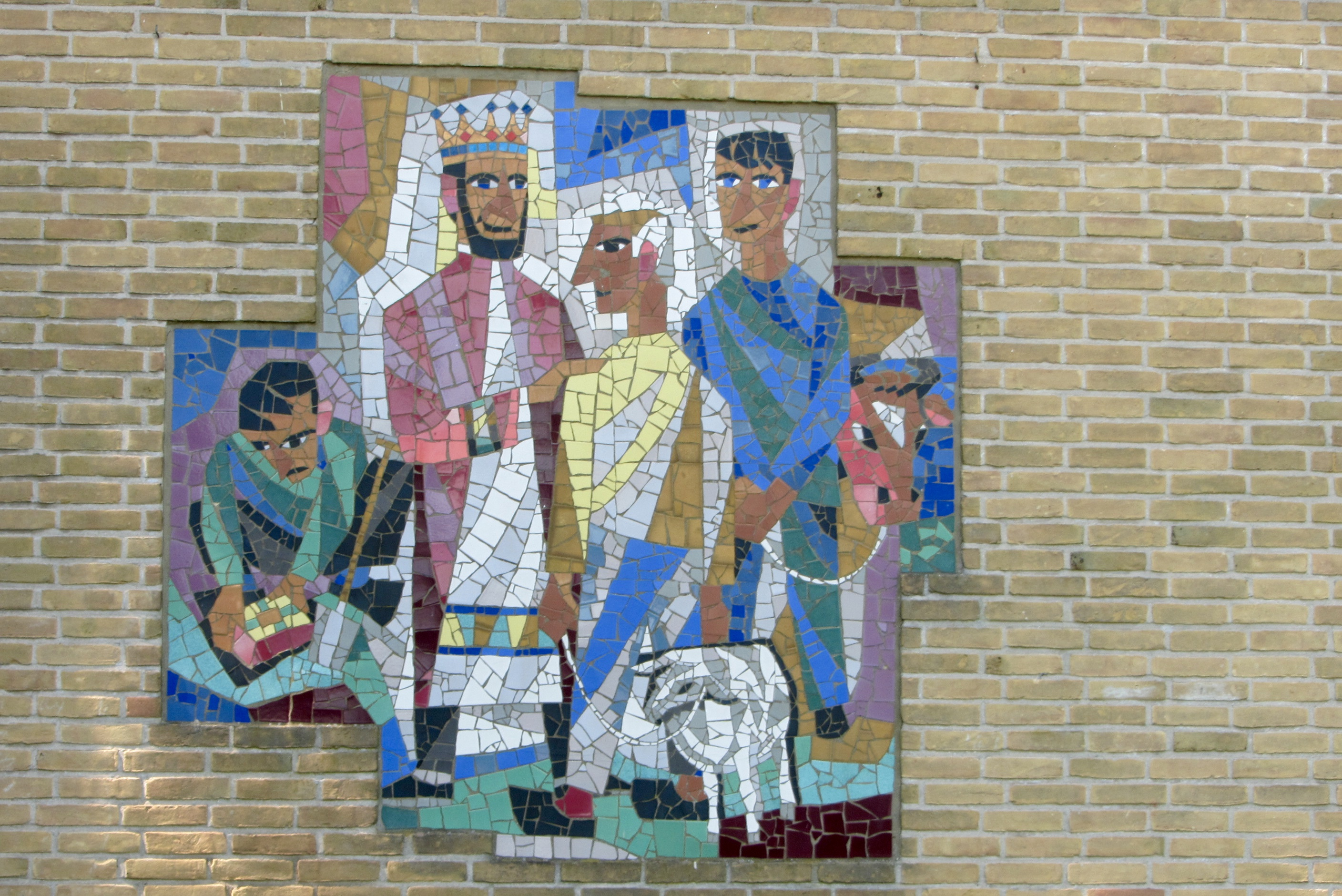
De gelijkenis van de talenten
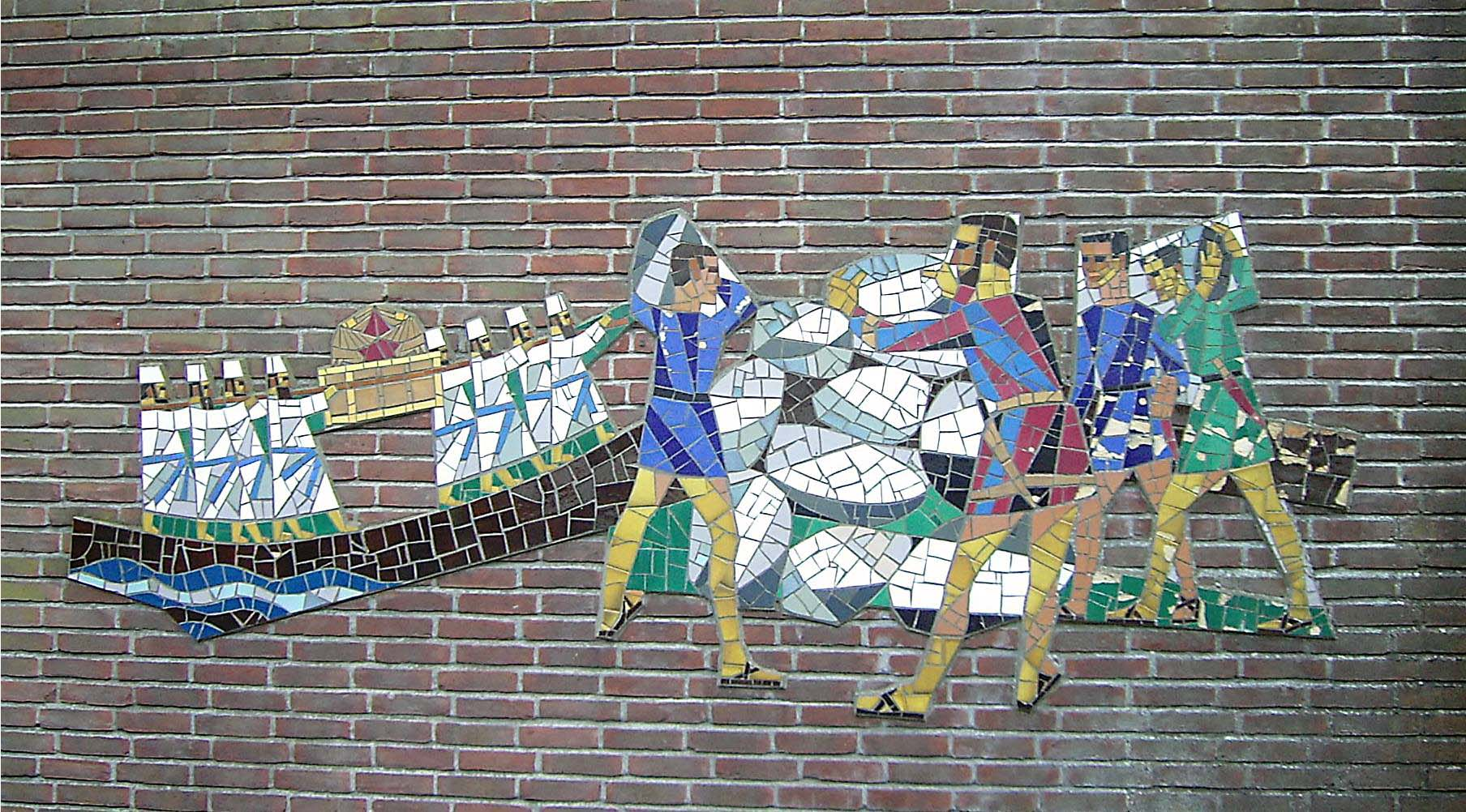
Twaalf stenen des verbonds
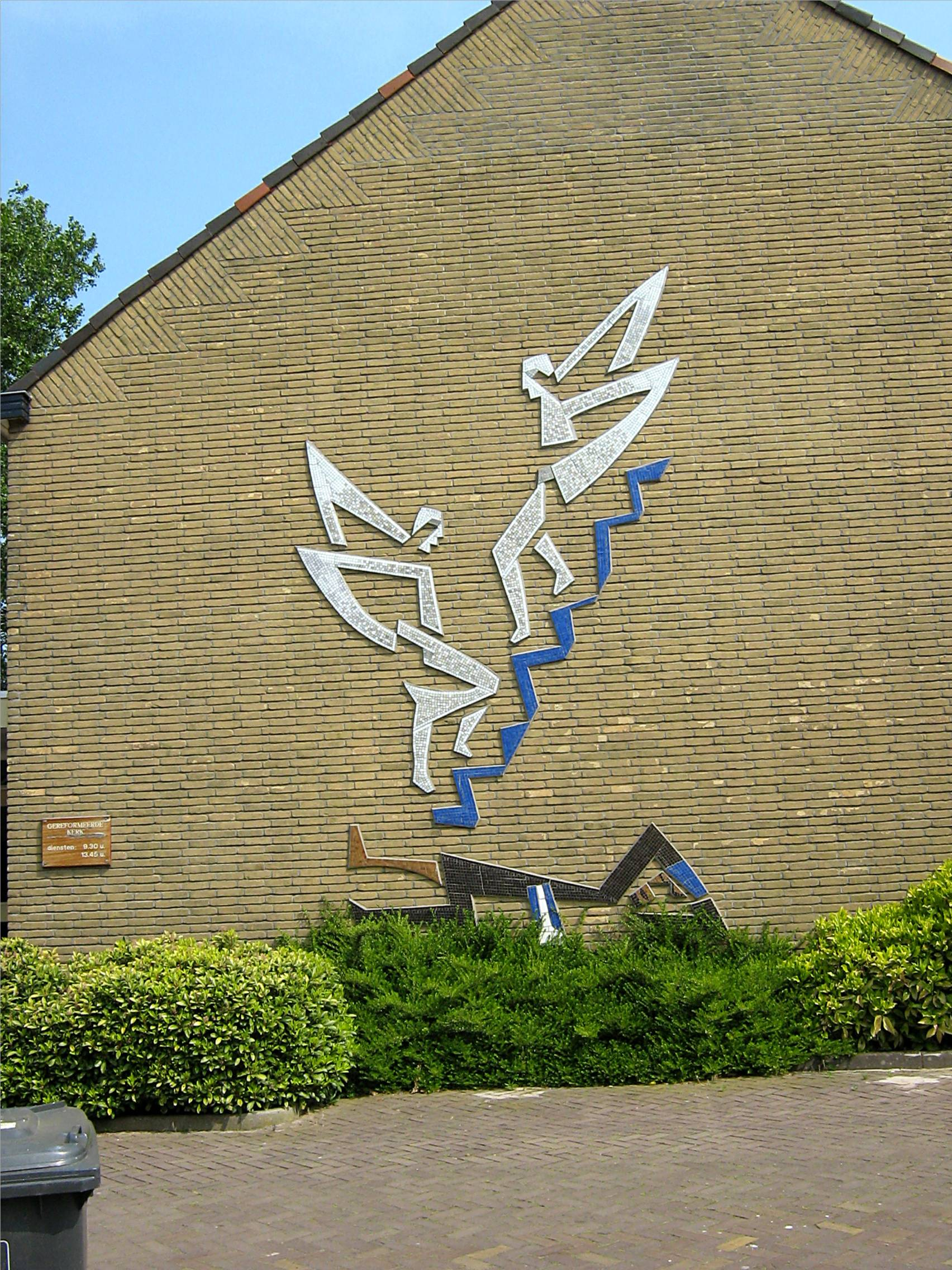
Jacobs droom